# Ороно, Рафаэль
Хесус Рафаэль Ороно (исп. Jesus Rafael Orono; род. 30 августа 1958, Сукре) — венесуэльский боксёр, представитель наилегчайших весовых категорий. Выступал за сборную Венесуэлы по боксу во второй половине 1970-х годов, чемпион Игр Центральной Америки и Карибского бассейна в Медельине, победитель и призёр многих турниров международного значения. В период 1979—1988 годов боксировал на профессиональном уровне, владел титулом чемпиона мира по версии WBC, был претендентом на титул чемпиона мира по версии WBA.

## Биография
Рафаэль Ороно родился 30 августа 1958 года в штате Сукре, Венесуэла.

### Любительская карьера
Первого серьёзного успеха на взрослом международном уровне добился в сезоне 1977 года, когда вошёл в основной состав венесуэльской национальной сборной и побывал на чемпионате Центральной Америки и Карибского бассейна в Панаме, откуда привёз награду серебряного достоинства, выигранную в наилегчайшей весовой категории. Кроме того, стал бронзовым призёром международного турнира «Хиральдо Кордова Кардин» в Матансасе и одержал победу на турнире Box-Am в Сарагосе.
В 1978 году завоевал золотую медаль на Играх Центральной Америки и Карибского бассейна в Медельине, получил серебро на международном турнире «Золотой пояс» в Бухаресте и на Кубке короля в Бангкоке. Принимал участие в чемпионате мира в Белграде, но попасть здесь в число призёров не смог, на стадии четвертьфиналов был остановлен кубинцем Эктором Рамиресом.
Рекорд в любительском боксе 49-8.

### Профессиональная карьера
Покинув расположение венесуэльской сборной, в феврале 1979 года Ороно успешно дебютировал на профессиональном уровне, выиграв у своего соперника по очкам в четырёх раундах. В течение последующих месяцев одержал ещё несколько побед, в том числе завоевал титул чемпиона Венесуэлы среди профессионалов в легчайшей весовой категории.
Благодаря череде удачных выступлений в 1980 году удостоился права оспорить вакантный титул чемпиона мира во втором наилегчайшем весе по версии Всемирного боксёрского совета (WBC) и встретился с претендентом из Южной Кореи Ли Сын Хуном (11-2). Противостояние между ними продлилось все отведённые 15 раундов, в итоге судьи раздельным решением отдали победу Ороно.
Полученный чемпионский пояс он сумел защитить три раза, в частности выиграл техническим нокаутом у непобеждённого соотечественника Ховито Ренхифо (25-0), участника Олимпийских игр в Монреале (это был первый в истории бой за титул чемпиона мира между двумя венесуэльцами).
Лишился титула в рамках четвёртой защиты в январе 1981 года, оказавшись в нокауте в поединке с корейцем Ким Чхоль Хо (14-1-1) и потерпев тем самым первое поражение в профессиональной карьере.
Несмотря на проигрыш, Рафаэль Ороно продолжил активно выходить на ринг и, сделав серию из 12 побед подряд, в ноябре 1982 года отправился в Южную Корею, где вновь встретился с Ким Чхоль Хо, который к тому моменту уже успел пять раз защитить свой чемпионский пояс. На сей раз венесуэльский боксёр оказался сильнее, выиграл техническим нокаутом в шестом раунде и вернул себе титул чемпиона мира.
Ороно ещё три раза защитил титул чемпиона WBC во втором легчайшем весе, в том числе одолел досрочно достаточно сильного пуэрториканца Орландо Мальдонадо (27-3-2), бронзового олимпийского призёра. Его победная серия прервалась только в ноябре 1983 года после встречи с другим бронзовым призёром Олимпийских игр, тайцем Паяо Поонтаратом (7-1), которому он уступил раздельным судейским решением.
Впоследствии Ороно выиграл ещё несколько рейтинговых поединков и в 1985 году предпринял попытку заполучить титул чемпиона мира во втором наилегчайшем весе по версии Всемирной боксёрской ассоциации (WBA). Однако действующий чемпион из Таиланда Кхаосай Гэлакси (26-1) победил его техническим нокаутом в пятом раунде.
Оставался действующим боксёром вплоть до 1988 года, хотя больше не смог выиграть ни одного поединка. В 1989 году вынужден был завершить спортивную карьеру по совету врачей, в связи с ухудшением физического и душевного здоровья. В общей сложности провёл на профи-ринге 41 бой, из них 32 выиграл (в том числе 16 досрочно), 7 проиграл, тогда как в двух случаях была зафиксирована ничья.